# Delle Venezie
delle Venezie o Beneških okolišev (in sloveno) è la denominazione di origine controllata di un vino prodotto nella provincia di Trento e nelle regioni Friuli-Venezia Giulia e Veneto. 

## Zona di produzione
La zona di produzione comprende tutti i territori vitati del Friuli Venezia Giulia, del Veneto e della provincia di Trento.

## Storia
La vastità dell'area di produzione rende complesso riassumere storie e usanze anche molto diverse tra loro; le prime attività vitivinicole possono venire attribuite a Etruschi e Veneti, mentre è certa la loro importanza già nel primo impero romano, certificata da autori come Virgilio, Strabone e Ulpiano.
La presenza della repubblica di Venezia creò le condizioni per lo sviluppo del commercio enologico: i commercianti veneziani dalla metà del 1300 fino al 1700 circa, controllavano quasi tutto il mercato del vino di qualità nell'area mediterranea e grazie a loro nacquero le prime denominazioni geografiche a sostituire o abbinare i nomi dei vitigni.

## Tecniche di produzione
Allo scopo di ammodernare i metodi di coltivazione dei vigneti, sono esclusi gli impianti espansi come le pergole a tendone e quelli a raggi (p. es. il Bellussi).
Le operazioni di cantina e condizionamento possono venire effettuate anche nella provincia di Bolzano.
Lo spumante Pinot grigio deve essere ottenuto esclusivamente con il metodo della rifermentazione in autoclave e imbottigliato nel vetro; vietati i tappi di plastica. Può essere etichettato come Pinot grigio delle Venezie. 
È prevista la menzione "vigna" seguita dal relativo toponimo.

## Disciplinare
La DOC è stata riconosciuta con DM 30/03/2017 e approvata con Reg. UE 2020/1064 il 13/07/2020

La versione in vigore è stata approvata con DM 15/07/2021 pubblicato sul sito ufficiale del Mipaaf

## Tipologie
Pinot grigio anche frizzante

### Delle Venezie
| uvaggio      | |
| Bianco       | Chardonnay, Pinot bianco, Muller Thurgau, Garganega, Verduzzo friulano, Verduzzo trevigiano e Tocai friulano, anche congiuntamente, minimo 50%                          |
| Pinot grigio | Pinot grigio minimo 85%; Chardonnay, Pinot bianco, Muller Thurgau, Garganega, Verduzzo friulano, Verduzzo trevigiano e Tocai friulano anche congiuntamente, massimo 15% |

|                                | Bianco    | Pinot grigio | Pinot grigio spumante |
| titolo alcolometrico minimo    | 11,00%    |              |                       |
| acidità totale minima          | 4,50 g/l. | 5,00 g/l.    |                       |
| estratto secco minimo          | 14,00 g/l | 15,00 g/l    | 14,00 g/l             |
| resa massima di uva per ettaro | 180 q.    |              |                       |
| resa massima di uva in vino    | 70%       |              |                       |